# Forêt de Coëtquen
La forêt de Coëtquen est une forêt domaniale située dans les départements d'Ille-et-Vilaine et de Côtes-d'Armor sur les communes de Saint-Hélen, Mesnil-Roc'h (Saint-Pierre-de-Plesguen), Les Champs-Géraux et Lanvallay. 
Elle s'étend sur 558 ha. 

## Géographie
La forêt occupe principalement le territoire de la commune de Saint-Hélen (398 hectares), et s'étend aussi sur les communes limitrophes des Champs-Géraux au sud (121 hectares), et dans une moindre proportion Saint-Pierre-de-Plesguen au nord-est (26 hectares) et Lanvallay (Saint-Solen) au sud-ouest (13 hectares) .
La forêt est traversée à son extrémité sud par la route départementale 794 qui relie Dinan à l'axe Rennes-Saint-Malo (route départementale 137) et Combourg. La route départementale 68 (Saint-Solen - Saint-Pierre-de-Plesguen et la route communale 10 (Saint-Hélen - Saint-Pierre-de-Plesguen) coupent la forêt d'est en ouest.
Le ruisseau du Pont aux Chats prend sa source à l'extrémité sud de la forêt, puis la traverse du sud au nord.

## Histoire
Coëtquen viendrait de koad et ken signifiant "beau bois", "belle forêt" ou de Coat Gwenn signifiant Bois blanc ou forêt blanche, en raison probablement des bouleaux qui poussaient au bord de l'étang du hameau de Coëtquen, situé au nord-ouest de la forêt, en Saint-Hélen.
La forêt a donné son nom à une famille parmi les plus influentes de la noblesse bretonne, dont le premier du nom, Raoul de Coëtquen (1370-1440).
Elle est restée propriété de la famille jusqu’à sa vente le 6 mai 1844 au comte Marc-Antoine Guéhéneuc de Boishue.
L'État l'achète le 5 septembre 1983 et en confie la gestion à l'Office national des forêts (ONF).

## Activités
Il est pratiqué dans la forêt l'exploitation du bois en sylviculture, la chasse et la randonnée grâce aux nombreux sentiers de randonnées qui la parcourent.

## Faune et flore
La forêt de Coëtquen est composée de deux tiers de feuillus, avec une majorité de chênes pédonculés et de hêtres, et d'un tiers de résineux (épicéa de Sitka, pin maritime, sapin de Douglas, etc.).
Les habitats recensés sont des landes humides, des chênaies acidiphiles, des bois marécageux d'aulne ou encore de saule et de myrte des marais.
La faune est abondante au niveau des oiseaux : gros-bec casse-noyaux, pics mar, pic épeichette, gobemouche gris, bondrée apivore, pouillots siffleur, etc..
La richesse floristique est marquée par la présence de campanules étoilées, de foins tortueux, de gentianes des marais, de millet étalés et de saules marsaults. Cependant, de nombreuses espèces végétales ont disparu à la suite des travaux de drainage et de l'enrésinement progressif de la forêt.
Enfin la forêt abrite des chevreuils, sangliers, lapins, renards, blaireaux, etc.

## Sites remarquables

### Château et motte féodale de Coëtquen

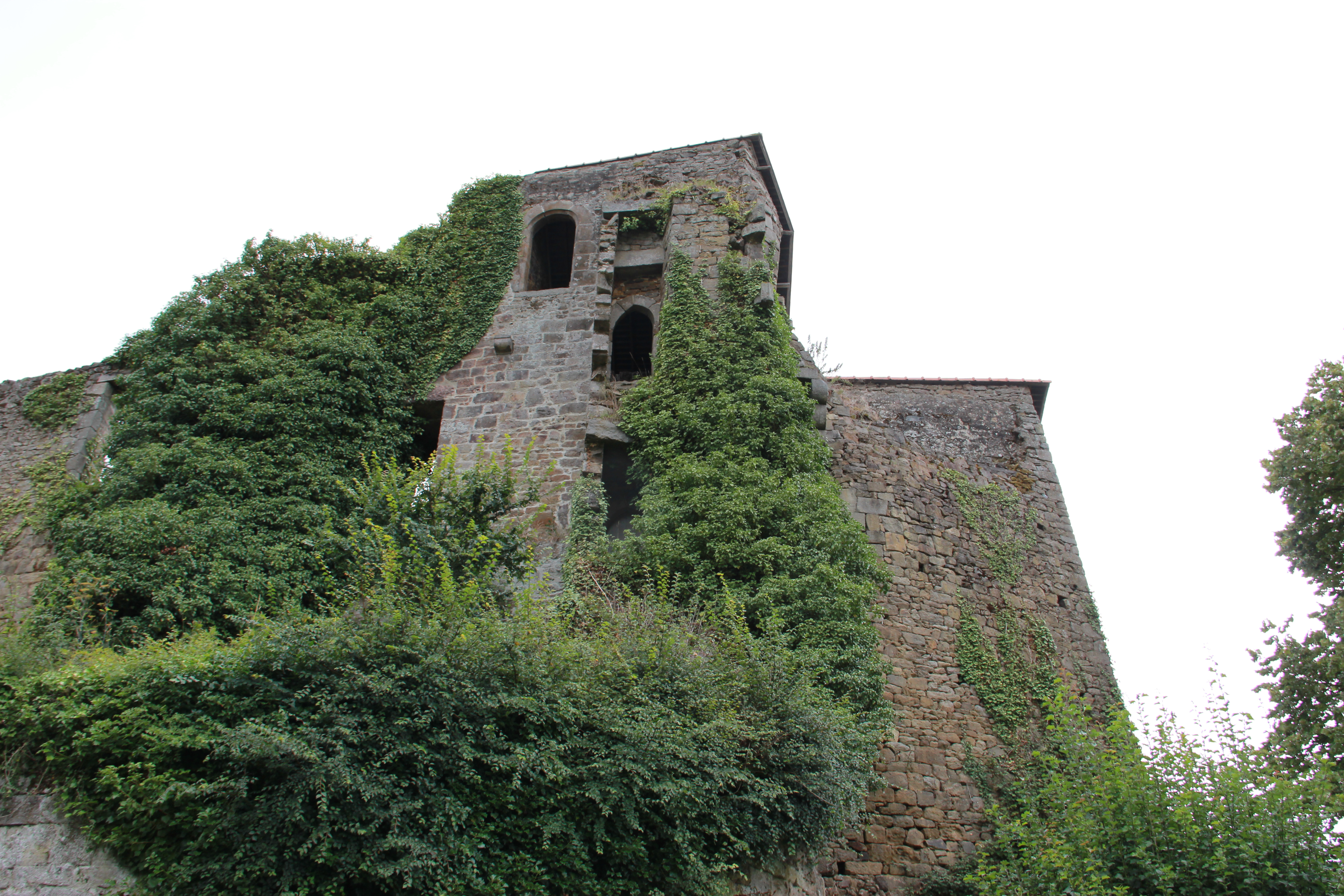
Vestiges du château de Coëtquen.

La motte castrale féodale de Coëtquen, est le vestige de l'ancien château de Coëtquen, plus au sud que l'actuel, en lisière de forêt et en limite communale avec Saint-Pierre-de-Plesguen.
Un premier château bâti en bois, muni de fossés de 5 à 7 mètres de large et de 4 à 5 mètres de profondeur, remplis par le ruisseau, est construit à des fins de contrôle des voies romaines Corseul - Condate (Rennes) et Aleth (Saint-Malo) - Condate,. Il fut incendié au IXe siècle par les Vikings, qui s'installèrent probablement au bord de l'étang. Dans les années 930, Alain Barbetorte chassa les Vikings et le château fut reconstruit, puis incendié de nouveau au XIe siècle.
Un nouveau château fort en pierres est reconstruit par ordonnance royale à partir de 1440.
Il a été ensuite démantelé lors des guerres de la Ligue, puis par les révolutionnaires en 1794 afin d’éviter qu’il ne devînt un foyer de la chouannerie. Enfin, il a été est classé en péril et dynamité en 1953, à la suite de l'écroulement d'une des cheminées du donjon.
Les vestiges du château, propriété privée, ont été inscrits au titre des monuments historiques le 9 mars 1927. Il a servi de cadre au roman Patira de Raoul de Navery (1875) qui a inspiré le film italien La Tour du désespoir (1973), dont l'action est censée se dérouler au château de Coëtquen mais qui a néanmoins été intégralement tourné en Italie, dans la Val d'Aoste.

### Oratoire Notre-Dame de Coëtquen
L'oratoire Notre-Dame de Coëtquen, également situé dans le hameau, fut édifié sur l’emplacement de l’ancienne chapelle Saint Martin construite au XVe siècle.
Il porte les mentions « Notre-Dame de Coëtquen, » « NETRA NA DEN NE VIR ONZUMP KERZOUT VAR DU AR PAL » (devise en breton des Seiz Breur, mouvement d'artistes bretons de l'entre-deux-guerres, signifiant « Rien ni personne ne nous empêchera de marcher vers le but »), et « Les arbres m'en apprennent plus que les livres » (saint Bernard).

### Chapelle Notre-Dame-de-Bon-Secours

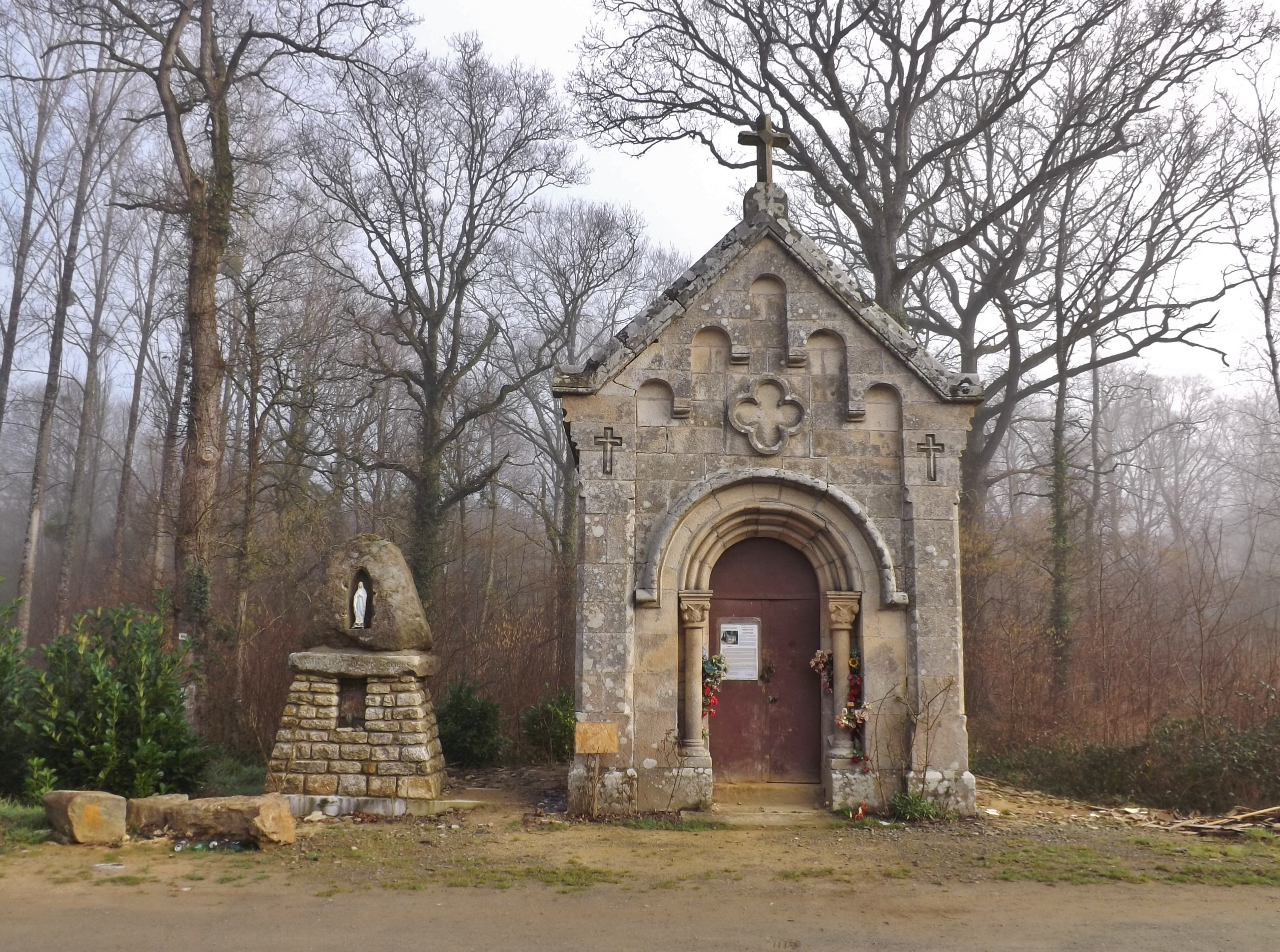
La chapelle Notre-Dame-de-Bon-Secours.

Cette chapelle de 8 mètres sur 4 mètres a été construite en 1850 par Marc Antoine Guéhéneuc de Boishue. Elle occupe l'emplacement d'un petit menhir conique, édifié en 1821 et creusé d'une niche avec une statuette de la Vierge à la suite d'un accident de calèche.
Elle a été détruite par un incendie en 1891, puis reconstruite en 1896. Elle fut un lieu significatif de pèlerinage jusque dans les années 1970. Plus récemment, la chapelle fait l'objet de plusieurs restaurations.

### Le château de la Chesnaye

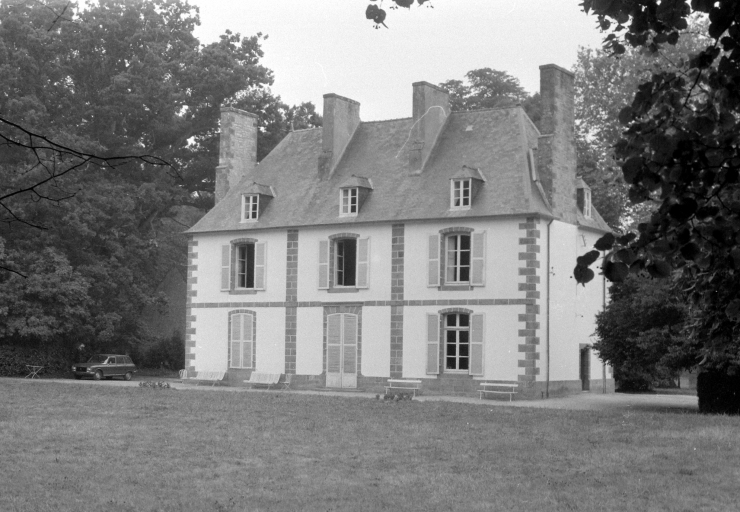
Le château de la Chesnaye.

Le château de la Chesnaye se situe en lisière est de la forêt à Plesder. Datant du milieu du XVIIIe siècle, son architecture se rapproche des malouinières. Félicité Robert de Lamennais et son frère Jean-Marie de La Mennais y vécurent. 

### Curiosités naturelles

#### Le chêne des Forts
Ce chêne serait âgé de plus de 400 ans. Au XVIe siècle, « fort » désigne ce en quoi quelqu'un excelle. Le nom est à l'origine celui d'une compagnie d'archers. Cette hypothèse semble confirmée par le roman Patira de Raoul de Navery, dont l'action se situe en forêt de Coëtquen, et qui fait état d'une confrérie des douze archers.

#### Le rocher Durand
Le rocher Durand est un amas granitique arrondis, couverts de mousses et de lichens, sur une butte au cœur d'une espace boisée humide, évoquant un paysage digne d'une légende celtique.